# Chiesa di San Michele (Bagni di Lucca)
La chiesa di San Michele è un edificio sacro situato a Granaiola, nel comune di Bagni di Lucca, nella provincia di Lucca, in Toscana.
Solamente il campanile, specialmente nella parte inferiore, dove sulla porticina d'ingresso si trova un bassorilievo con una figura umana che sorregge una croce e alcuni animali simbolici, mostra l'origine romanica della chiesa, che nel corso del tempo è stata sottoposta a vari interventi di restauro.